# Titisee-Neustadt
Titisee-Neustadt – miasto uzdrowiskowe w Niemczech, w kraju związkowym Badenia-Wirtembergia, w rejencji Fryburg, w regionie Südlicher Oberrhein, w powiecie Breisgau-Hochschwarzwald, siedziba wspólnoty administracyjnej Titisee-Neustadt. Leży na południowy wschód od Fryburga Bryzgowijskiego.
Titisee i Neustadt to dzielnice miasta oddalone od siebie o ok. 2 km, Titisee leży nad jeziorem Titisee a Neustadt nad rzeką Wutach.
Zimą miasto staje się ośrodkiem sportów zimowych. Znajduje się tutaj znana skocznia narciarska Hochfirstschanze.
26 listopada 2012 roku miał miejsce pożar w zakładzie pracy dla niepełnosprawnych, w wyniku którego zginęło 14 osób.

## Polityka

### Wybory samorządowe w 2004
W 2004 wybory samorządowe odbyły się 13 czerwca, w radzie miasta zasiadło 28 radnych.
| Partia             | % głosów | Porównanie¹ | Liczba radnych | Porównanie¹ |
| ------------------ | -------- | ----------- | -------------- | ----------- |
| CDU                | 46,2%    | –1,0%       | 14             | –1          |
| SPD                | 22,6%    | –6,9%       | 6              | –3          |
| Bürgerliste        | 19,6%    | +2,8%       | 5              | ±0          |
| Związek 90/Zieloni | 11,6%    | +5,0%       | 3              | +1          |

¹ z poprzednimi wyborami

## Współpraca
Miejscowości partnerskie:
- Coulommiers, Francja od 1971
- Leighton–Linslade, Wielka Brytania, od 1991
- Neustadt in Sachsen, Saksonia

Titisee-Neustadt jest również członkiem jednej z największych grup partnerskich „Nowe Miasto” zrzeszających 36 miast z pięciu europejskich krajów.

## Transport
Przez teren gminy przebiegają drogi krajowe: B31 (po części będąca autostradą), B317, B315 oraz linia kolejowa.

## Oświata
W gminie znajduje się: szkoła podstawowa, Hauptschule, Realschule, szkoła handlowa, szkoła muzyczna, gimnazjum oraz wyższa szkoła ludowa.

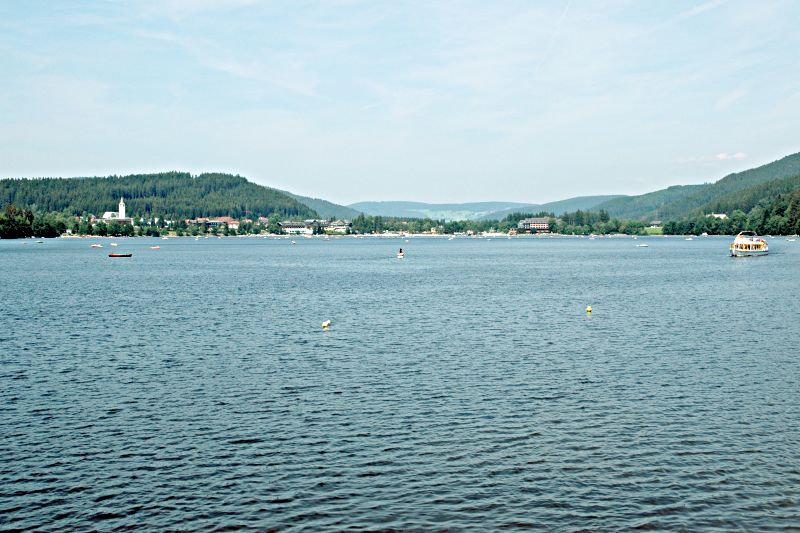
Widok na Titisee od strony jeziora
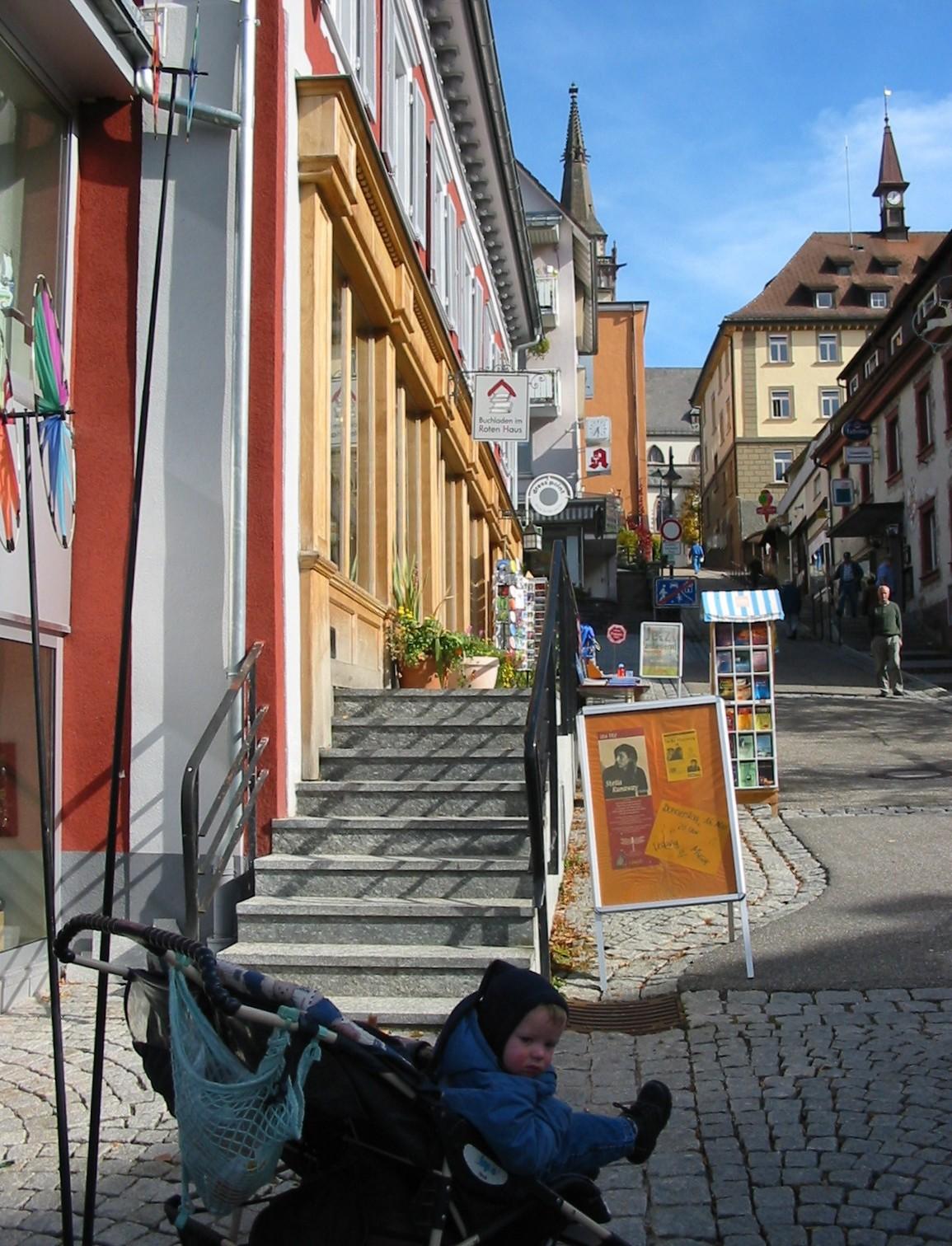
Centrum Neustadt
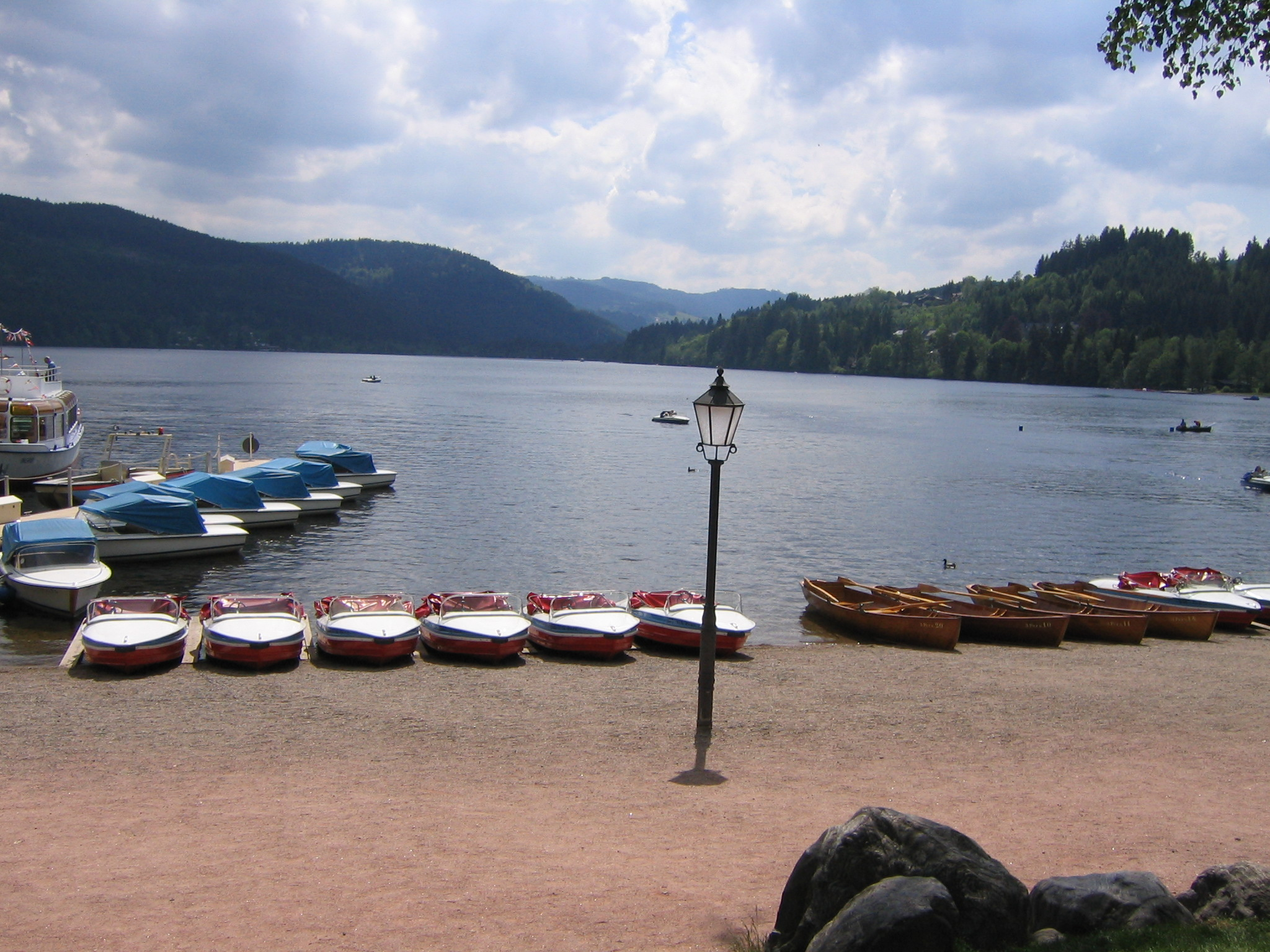
Brzeg jeziora Titisee w Titisee